# Batalha do rio Ebro
A Batalha do rio Ebro foi um batalha naval travada perto da foz do rio Ebro na primavera de 217 a.C. entre uma marinha cartaginesa de aproximadamente 40 quinquerremes, sob o comando de Himilcão, e uma romana de 55 navios, liderada por Cneu Cornélio Cipião Calvo. Asdrúbal Barca, o comandante cartaginês na Ibéria, lançou uma expedição conjunta para destruir a base romana ao norte do Ebro. O contingente naval cartaginês foi completamente derrotado depois de um ataque surpresa pelos navios romanos, perdendo 29 navios e o controle dos mares na região. A reputação dos romanos aumentou ainda mais entre os iberos, provocando revoltas em algumas tribos sob controle cartaginês.

## Contexto
Depois da derrota de Hanão na Batalha de Cissa, no outono de 218 a.C., Cipião Calvo passou a maior parte do tempo consolidando o controle romano nas regiões ibéricas ao norte do Ebro e atacando o território cartaginês ao sul a partir de sua base principal, Tarraco. Ele não recebeu reforços vindos de Roma. Enquanto isto, Asdrúbal Barca, o comandante supremo da Ibéria, alistou um exército ibero para aumentar suas próprias forças de maneira substancial. A frota cartaginesa na Ibéria era composta por 32 quinquerremes e 5 trirremes em 218 a.C., quando Aníbal partiu para invadir a Itália. Durante o inverno de 218 a.C., Asdrúbal acrescentou mais 10 quinquerremes à sua frota e treinou novas tripulações para eles. Na primavera de 217 a.C., ele deu início à expedição conjunta, por terra e por mar, em direção ao território romano. O próprio Asdrúbal comandou o exército, cujo tamanho exato é desconhecido enquanto seu segundo-em-comando, Himilcão, liderou a frota. A expedição seguiu a costa, com os navios aportando todas as noites junto do exército.
Cipião Calvo, temendo uma superioridade numérica do exército cartaginês, resolveu travar uma batalha naval. Embora tivesse apenas 35 quinquerremes (25 navios foram enviados de volta à Itália depois que um raide cartaginês provocou duras perdas entre as tripulações e algumas delas foram utilizadas para guarnecer cidades romanas), a cidade grega de Massília, aliada de Roma, forneceu mais 20 navios.

## Batalha
Depois de alcançar o rio Ebro, a frota cartaginesa ancorou perto do estuário. Os marinheiros e a tripulação deixaram os navios em busca de suprimentos, pois a frota não tinha navios de carga para levar provisões. Embora Asdrúbal tenha postado vigias para detectar a movimentação dos romanos, Himilcão não tinha navios no mar procurando pela frota romana. Um par de navios massílios avistou a tropa cartaginesa ancorada e conseguiu escapar sem serem detectados para alertarem Cipião Calvo sobre a presença cartaginesa. A frota romana havia partido de Tarraco e estava a apenas 15 quilômetros ao norte da posição cartaginesa quando os alertas chegara a Cipião. Ele imediatamente embarcou seus melhores legionários e navegou costa abaixo para atacar a frota cartaginesa de surpresa.
Os vigias do exército de Asdrúbal avistaram a frota romana se aproximando antes da própria frota e avisaram sobre o perigo iminente acendendo piras de fogo. A maior parte das tripulações estava em missões de busca e os navios acabaram sendo apressadamente tripulados, zarpando em grande desordem. Houve pouca coordenação e alguns navios estavam com tripulação insuficiente. Depois que Himilcão partiu com a frota, Asdrúbal levou seu exército para a costa para encorajar a marinha cartaginesa.
Os romanos não apenas tinham a vantagem da surpresa total e a superioridade numérica (40 contra 55 navios), mas a efetividade de combate dos cartagineses estava muito reduzida, não só pela falta de tripulantes mas também por que 25% deles era recém-alistado. Os romanos formaram 2 linhas de combate, com 35 navios na frente e os 20 navios massílios atrás, com a formação e a habilidade dos massílios anulando a manobrabilidade superior da frota cartaginesa. Os romanos foram atacando os navios cartagineses conforme eles saiam do rio, abalroando e afundando quatro e abordando e capturando mais dois. Neste ponto, as tripulações cartaginesas perderam a coragem e jogaram os navios na praia para buscarem a segurança do exército. Os romanos conseguiram ainda lançar ganchos nestes navios, rebocando mais 23 deles.

## Consequências
A derrota se revelou decisiva no longo prazo. Asdrúbal foi obrigado a marchar de volta para Cartago Nova, temendo ataques vindos por mar aos territórios cartagineses. Com o contingente ibero da marinha cartaginesa destruído, Asdrúbal foi forçado a ou pedir reforços a Cartago ou construir novos navios, mas ele não fez nem uma coisa e nem a outra. O desempenho das tripulações ibéricas havia sido muito ruim na batalha e sua dispensa provocaria uma revolta entre os turdetanos, o que forçou Cartago a enviar 4 000 soldados e 500 cavaleiros para Asdrúbal, que passou o ano de 216 a.C. pacificando os rebeldes.
Em 217 a.C., a frota principal cartaginesa capturou uma frota de ressuprimento que seguia para a Ibéria em frente a Cosa. Públio Cornélio Cipião chegou na Ibéria com 8 000 soldados no outono daquele ano com instruções do Senado Romano de evitar que qualquer ajuda chegasse a Aníbal, na Itália, vinda da Ibéria. Este foi o único reforço que a República Romana enviaria para a região até 211 a.C.. Os dois irmãos Cipiões atacaram a Ibéria cartaginesa durante todo o período e lutariam contra o próprio Asdrúbal na Batalha de Dertosa (215 a.C.).
Cipião Calvo assegurou que os suprimentos vindos pelo mar não seriam interceptados pelos navios cartaginesas na Ibéria e que a frota romana na Ibéria tinha condições de atacar qualquer dos domínios cartagineses na região à vontade. A única grande expedição naval contra os romanos na região seria a campanha de Magão Barca, que seguiu para a Itália em 204 a.C. conhecida como Raide do vale do Pó.